# Luca Lechthaler
Luca Lechthaler (Mezzocorona, 23 gennaio 1986) è un dirigente sportivo ed ex cestista italiano.

## Palmarès

### Competizioni nazionali
- Campionato italiano: 3

Mens Sana Siena: 2003-2004, 2006-2007, 2008-2009
- Campionato italiano: 2 (revocato)

Mens Sana Siena: 2011-2012, 2012-2013
- Coppa Italia: 1

Mens Sana Siena: 2009
- Coppa Italia: 2 (revocato)

Mens Sana Siena: 2012, 2013
- Supercoppa italiana: 2

Mens Sana Siena: 2008, 2011

## Statistiche

### Campionato
| Stagione        | Squadra                     | Competizione    | Partite | Partite | Partite | Statistiche tiro | Statistiche tiro | Statistiche tiro | Altre statistiche | Altre statistiche | Altre statistiche | Altre statistiche | Altre statistiche |
| Stagione        | Squadra                     | Competizione    | Pres.   | Titol.  | Minuti  | Tiri da 2        | Tiri da 3        | Liberi           | Rimb.             | Assist            | Rubate            | Stopp.            | Punti             |
| --------------- | --------------------------- | --------------- | ------- | ------- | ------- | ---------------- | ---------------- | ---------------- | ----------------- | ----------------- | ----------------- | ----------------- | ----------------- |
| 2002-03         | MPS Siena                   | Serie A         | 0       | 0       | 0       | 0/0              | 0/0              | 0/0              | 0                 | 0                 | 0                 | 0                 | 0                 |
| 2003-04         | MPS Siena                   | Serie A         | 6       | 0       | 10      | 0/2              | 0/0              | 1/4              | 4                 | 0                 | 1                 | 0                 | 1                 |
| 2004-05         | B. Sardegna Sassari         | Legadue         | 54      | 14      | 762     | 60/110           | 0/0              | 60/80            | 156               | 10                | 36                | 24                | 180               |
| 2005-06         | Carife Ferrara              | Legadue         | 14      | 0       | 256     | 24/42            | 0/0              | 42/66            | 66                | 2                 | 26                | 8                 | 90                |
| 2006-07         | MPS Siena                   | Serie A         | 19      | 3       | 58      | 6/20             | 0/0              | 3/8              | 13                | 0                 | 5                 | 1                 | 15                |
| 2007-08         | Premiata Montegranaro       | Serie A         | 34      | 0       | 462     | 53/86            | 0/0              | 42/59            | 127               | 1                 | 29                | 6                 | 148               |
| 2008-09         | MPS Siena                   | Serie A         | 19      | 3       | 116     | 14/26            | 0/0              | 14/20            | 28                | 1                 | 19                | 1                 | 42                |
| 2009-10         | Sigma Coatings Montegranaro | Serie A         | 28      | 0       | 274     | 23/45            | 0/0              | 22/32            | 78                | 3                 | 19                | 2                 | 68                |
| 2010-11         | Naturhouse Ferrara          | Legadue         | 16      | 8       | 248     | 28/44            | 0/0              | 16/20            | 58                | 2                 | 26                | 6                 | 72                |
| 2010-11         | Umana Venezia               | Legadue         | 2       | 0       | 14      | 2/2              | 0/0              | 2/4              | 2                 | 0                 | 2                 | 0                 | 6                 |
| 2011-12         | MPS Siena                   | Serie A         | 15      | 1       | 82      | 8/22             | 0/0              | 1/5              | 20                | 2                 | 1                 | 2                 | 17                |
| 2012-13         | MPS Siena                   | Serie A         | 9       | 0       | 59      | 6/13             | 0/0              | 5/12             | 21                | 2                 | 1                 | 1                 | 17                |
| 2013-14         | Aquila Trento               | DNA Gold        | 60      | 10      | 884     | 96/168           | 0/8              | 56/108           | 282               | 26                | 12                | 14                | 248               |
| 2014-15         | Sidigas Avellino            | Serie A         | 25      | 2       | 135     | 11/24            | 0/0              | 6/10             | 44                | 1                 | 5                 | 1                 | 28                |
| 2015-16         | Dolomiti Energia Trentino   | Serie A         | 23      | 0       | 113     | 11/18            | 0/0              | 4/7              | 29                | 1                 | 3                 | 1                 | 26                |
| 2016-17         | Dolomiti Energia Trentino   | Serie A         |         |         |         | /                | /                | /                |                   |                   |                   |                   |                   |
| Totale carriera | Totale carriera             | Totale carriera | 324     | 41      | 3.473   | 342/622          | 0/8              | 274/435          | 928               | 51                | 185               | 67                | 958               |

### Cronologia presenze e punti in Nazionale
| Cronologia completa delle presenze e dei punti in Nazionale - Italia | Cronologia completa delle presenze e dei punti in Nazionale - Italia | Cronologia completa delle presenze e dei punti in Nazionale - Italia | Cronologia completa delle presenze e dei punti in Nazionale - Italia | Cronologia completa delle presenze e dei punti in Nazionale - Italia | Cronologia completa delle presenze e dei punti in Nazionale - Italia | Cronologia completa delle presenze e dei punti in Nazionale - Italia | Cronologia completa delle presenze e dei punti in Nazionale - Italia |
| Data                                                                 | Città                                                                | In casa                                                              | Risultato                                                            | Ospiti                                                               | Competizione                                                         | Punti                                                                | Note                                                                 |
| -------------------------------------------------------------------- | -------------------------------------------------------------------- | -------------------------------------------------------------------- | -------------------------------------------------------------------- | -------------------------------------------------------------------- | -------------------------------------------------------------------- | -------------------------------------------------------------------- | -------------------------------------------------------------------- |
| 26/05/2008                                                           | Alba Adriatica                                                       | Italia                                                               | 77 - 56                                                              | Iran                                                                 | Amichevole                                                           | 5                                                                    | [ 4 ]                                                                |
| 27/05/2008                                                           | Campli                                                               | Italia                                                               | 84 - 67                                                              | Iran                                                                 | Amichevole                                                           | 11                                                                   | [ 5 ]                                                                |
| 29/05/2008                                                           | Roseto degli Abruzzi                                                 | Italia                                                               | 93 - 65                                                              | Algeria                                                              | Torneo amichevole                                                    | 2                                                                    | [ 6 ]                                                                |
| 30/05/2008                                                           | Roseto degli Abruzzi                                                 | Italia                                                               | 67 - 63                                                              | Croazia                                                              | Torneo amichevole                                                    | 4                                                                    | [ 7 ]                                                                |
| 31/05/2008                                                           | Roseto degli Abruzzi                                                 | Italia                                                               | 79 - 86                                                              | Iran                                                                 | Torneo amichevole                                                    | 6                                                                    | [ 8 ]                                                                |
| 03/06/2008                                                           | Treviglio                                                            | Italia                                                               | 65 - 69                                                              | Rep. Ceca                                                            | Amichevole                                                           | 7                                                                    | [ 9 ]                                                                |
| 06/06/2008                                                           | Verona                                                               | Italia                                                               | 76 - 68                                                              | Ucraina                                                              | Torneo amichevole                                                    | 10                                                                   | [ 10 ]                                                               |
| 07/06/2008                                                           | Verona                                                               | Italia                                                               | 73 - 59                                                              | Selezione U22 LNP                                                    | Torneo amichevole                                                    | 5                                                                    | [ 11 ]                                                               |
| 08/06/2008                                                           | Verona                                                               | Italia                                                               | 88 - 69                                                              | Rep. Ceca                                                            | Torneo amichevole                                                    | 0                                                                    | [ 12 ]                                                               |
| 10/06/2008                                                           | Montebelluna                                                         | Italia                                                               | 90 - 73                                                              | Ucraina                                                              | Torneo amichevole                                                    | 1                                                                    | [ 13 ]                                                               |
| 09/07/2010                                                           | Bormio                                                               | Italia                                                               | 88 - 46                                                              | Ungheria                                                             | Torneo amichevole                                                    | 8                                                                    | [ 14 ]                                                               |
| 11/07/2010                                                           | Bormio                                                               | Italia                                                               | 78 - 41                                                              | Iran                                                                 | Torneo amichevole                                                    | 8                                                                    | [ 15 ]                                                               |
| 16/07/2010                                                           | Firenze                                                              | Italia                                                               | 83 - 60                                                              | Macedonia                                                            | Torneo amichevole                                                    | 0                                                                    | [ 16 ]                                                               |
| 24/07/2010                                                           | Parenzo                                                              | Croazia                                                              | 89 - 72                                                              | Italia                                                               | Amichevole                                                           | 0                                                                    | [ 17 ]                                                               |
| Totale                                                               |                                                                      | Presenze                                                             | 14                                                                   |                                                                      | Punti                                                                | 67                                                                   |                                                                      |